# Megalomus arytaenoideus
Megalomus arytaenoideus är en insektsart som beskrevs av C.-k. Yang 1997. Megalomus arytaenoideus ingår i släktet Megalomus och familjen florsländor. Inga underarter finns listade i Catalogue of Life.